# Eulophus senegalensis
Eulophus senegalensis är en stekelart som beskrevs av Jean Risbec 1951. Eulophus senegalensis ingår i släktet Eulophus och familjen finglanssteklar.
Artens utbredningsområde är Senegal. Inga underarter finns listade i Catalogue of Life.